# Первісток
Первісток (також відомий як старша дитина або іноді первенець, первак, перворідень, старший) — перша дитина, народжена в порядку народження пари через пологи. Історично роль первістка була соціально значущою, особливо для первістка в патріархальних суспільствах. У законодавстві багато систем включили концепцію первородства, згідно з якою первісток успадковує майно своїх батьків. Первісток в юдаїзмі, бехор, також надається особливе становище.
Зважаючи на те, що останнім часом моя швидкість складає приблизно 100 сторінок на тиждень, терміново обзавелася новинками від Nasha Idea:

## Історія
Альфред Адлер (1870—1937), австрійський психіатр і сучасник Зигмунда Фрейда та Карла Юнга, був одним із перших теоретиків, які припустили, що порядок народження впливає на особистість наприкінці ХХ та на початку ХХІ століття. Він стверджував, що порядок народження може залишити незгладимий відбиток на стиль життя людини, який є звичним способом вирішення завдань дружби, кохання та роботи. За словами Адлера, первістки «скидаються з престолу», коли з'являється друга дитина, і це може мати на них тривалий вплив. Молодші та єдині діти можуть бути розпещеними та розпещеними, що також може вплинути на їх подальший характер.

## Виховання
Первістка часто виховують з більшою увагою, ніж наступну дитину або діти, що спричиняє розвиток у первістка певних характеристик. Це пов'язано з тим, що пара, яка вирішила народити свою першу дитину, не має досвіду та новачка у вихованні дитини, що змушує їх бути особливо обізнаними та турбуватися про дитину. Ставлення батьків до первістка може викликати у дитини ревнощі або озлобленість до наступної дитини або дітей. Те, як брати і сестри первістка ставляться до них, і очікування оточуючих людей також є чинниками розвитку їх характеру. Хоча первістки різної статі, є якості, які перевершують різницю через оточення дитини. Дослідження показали вплив як на особистість, так і на IQ дитини при порівнянні порядку народження. Під час проведення цих досліджень батьків опитують і наводять приклади того, який тип особистості виражає кожна дитина.

## Ролі
Під час аналізу відповідей з організованих досліджень риси особистості та ставлення повторюються при порівнянні різних дітей, народжених в одному порядку народження. Ці висновки піддалися критиці.
У конкретних випадках первісток, який досліджувався, знову спостерігався як дорослий і продовжував демонструвати ідентичні риси, які спостерігалися в дитинстві. Вивчаючи відомих та історичних геніїв у мистецькій сфері, повторення показало, що первістки є дітьми з творчою стороною, а також продуктивними. Це дослідження також пов'язане з тим, що ти єдина дитина. Одне дослідження показує, що люди оточують себе людьми, пов'язаними з їхнім порядком народження. «Первістки частіше асоціюються з первістками, середньонароджені з середняками, останні з останніми, а єдині діти з єдиними дітьми». Також часто є риси, які вказують на сильну особистість, яка здатна керувати або діяти більш зріло. Це дослідження стосувалося президентів США, коли було виявлено, що більше половини були первістками, решта були середніми і четверо були останніми. Після дослідження порядку народження президентів США важливі лідери також були розглянуті та показали той самий результат; Велика кількість лідерів усіх типів були першими, а не останніми.
Порядок народження та роль первістка можуть бути складнішими в ненуклеарних сім'ях, коли батьки однієї дитини або групи дітей розлучаються один з одним і вступають у стосунки з іншими людьми, а потім народжують дітей зі своїми новими партнерами. У таких випадках перша дитина, народжена в нових стосунках, може вважатися первістком для цієї пари, навіть якщо це не перша дитина, народжена жодним із партнерів у парі.

## Критика
Наслідки порядку народження неодноразово оскаржувались; найбільше багаторазове дослідження свідчить про нульовий або майже нульовий ефект черговості. Стверджується, що теорія порядку народження має ознаки «теорії зомбі».